# Варшавская римско-католическая духовная академия
Варшавская римско-католическая духовная академия — высшее образовательное учреждение основанное по указу российского императора Николая I в 1836 (по другим данным в 1835) году в городе Варшаве. 
Ещё в 1816 году был учрежден богословский факультет при вновь основанном Варшавском университете, ректором которого, в продолжение целой первой эпохи его существования, был священник Войцех Анзельм Швейковский; кроме того, существовала в Варшавская семинария, в которой учились молодые люди, желавшие посвятить себя духовному званию. 
В 1833 году, вскоре после Польского восстания, Варшавский университет был закрыт, а спустя три года основана академия, с преподаванием на польском языке. 
В Варшавской академии было сорок казённых мест, но могли быть и своекоштные воспитанники, обязанные жить в Академии; приходящими допускались только монахи. Поступать в академию мог только тот, кто окончил семинарию. 
Воспитанники окончившие курс в Варшавской римско-католической духовной академии получали степень кандидата или магистра богословия, с обязанностью принять место, предлагаемое духовным начальством. 
Во главе ВРКА стоял ректор, назначаемый государем из числа двух кандидатов, представленных советом Академии. 
Вскоре после очередного польского восстания Варшавская римско-католическая духовная академия была закрыта (1867 год), а большинство её слушателей были переведены в Императорскую римско-католическую духовную академию.